# Семёнов, Виктор Михайлович
Виктор Михайлович Семёнов (род. 6 февраля 1946, Владивосток) — украинский государственный деятель, дипломат, учёный. Кандидат технических наук (1993).

## Биография
Родился 6 февраля 1946 года в городе Владивосток.
В 1970 году окончил Харьковский государственный университет по специальности радиофизик. В сентябре — июле 1970 года — физик-механик Харьковского института радиофизики. С сентября 1970 по март 1973 года — инженер, старший инженер Харьковского инженерно-строительного института. С апреля 1973 по сентябрь 1974 года — инженер-технолог Севастопольского троллейбусного управления.
С сентября 1974 года — ассистент, старший преподаватель кафедры физики, с февраля 1986 — председатель профсоюза Севастопольского приборостроительного института. С мая 1992 по апрель 1998 года — председатель Севастопольского горсовета народных депутатов. Одновременно в период с июня 1994 по июль 1995 года возглавлял исполком Севастопольского горсовета. 
С июля 1994 по апрель 1998 года — член Совета руководителей приграничных областей Украины и РФ. С декабря 1995 — член Комиссии по вопросам морской политики при президенте Украины. С июля 1995 по апрель 1998 года — председатель Севастопольской горгосадминистрации. С октября 1997 по сентябрь 1998 года — председатель подкомиссии по вопросам пребывания Черноморского флота на территории Украины Смешанной Украинско-Российской комиссии по сотрудничеству. В мае—сентябре 1998 года — главный советник группы послов по особым поручениям и главных советников МИД Украины.
С сентября 1998 года — генеральный консул Украины в Санкт-Петербурге.

## Награды и знаки отличия
- Почётный знак отличия Президента Украины (1996).